# NGC 5896
NGC 5896 في الفهرس العام الجديد، هي مجرة، تقع في كوكبة العواء. اكتشفت في 23 مايو 1854 بواسطة ويليام بارسونز.

## روابط خارجية
- NGC 5896 على موقع ويكي سكاي: DSS2, SDSS, GALEX, IRAS, Hydrogen α, X-Ray, Astrophoto, Sky Map, Articles and images